# Œuilly (Aisne)
Œuilly é uma comuna francesa na região administrativa de Altos da França, no departamento de Aisne. Estende-se por uma área de 2,86 km². Em 2010 a comuna tinha 293 habitantes (densidade: 102,4 hab./km²).